# Sorry We're Closed
Sorry We're Closed es un videojuego de survival horror de 2024 desarrollado por à la mode games y publicado por Akupara Games para Microsoft Windows. En marzo de 2025 se anunciaron versiones para PlayStation 4, PlayStation 5, Xbox One, Xbox Series X/S y Nintendo Switch.

## Jugabilidad
Sorry We're Closed es un juego de survival horror de un jugador con varios finales. Michelle, una joven que trabaja en una tienda de Londres, lucha por seguir adelante después de que su exnovia, Leslie, rompiera con ella hace tres años. El juego se divide en tres fases. Al principio de cada noche, el jugador puede explorar la ciudad, hablar con otros personajes y decidir si les ayuda o no. Cada noche también contiene una fase de combate, que requiere matar demonios, resolver puzles y completar una lucha contra un jefe. Mientras se explora el escenario de combate, el juego se desarrolla desde una perspectiva de cámara fija en tercera persona, que cambia a una perspectiva inmóvil en primera persona cuando el jugador apunta con un arma, que incluye un hacha, una pistola y una escopeta. El personaje del jugador también puede utilizar un Tercer Ojo, que aturde momentáneamente y revela los puntos débiles de los enemigos a una corta distancia, pero también anula cualquier daño que no se haya hecho al punto débil.

## Desarrollo
Sorry We're Closed es el título debut de à la mode games, con sede en Bournemouth, un desarrollador independiente formado por C. Bedford, director creativo, y Tom Bedford, director técnico. El juego comenzó a desarrollarse en noviembre de 2020 como un proyecto paralelo durante la pandemia de COVID-19, y los desarrolladores comenzaron a trabajar en Sorry We're Closed a tiempo completo a finales de 2022. El 20 de octubre de 2023 se publicó un tráiler de anuncio del juego. Sorry We're Closed se exhibió en PAX East en marzo de 2024, y se lanzó una demo del juego durante Steam Next Fest en junio de 2024. El juego salió a la venta en la fecha de lanzamiento previamente anunciada del 14 de noviembre de 2024.

## Recepción
Según el agregador de reseñas Metacritic, Sorry We're Closed recibió críticas «generalmente favorables», la octava puntuación más alta para un videojuego de disparos en ese año. El juego fue nombrado como uno de los mejores de 2024 por Eurogamer. Sorry We're Closed recibió elogios por su narrativa, personajes y mecánica de exploración, aunque algunos críticos expresaron críticas al combate del juego.